# 米廖尼科
米廖尼科（義大利語：Miglionico），是意大利马泰拉省的一个市镇。总面积88平方公里，人口2565人，人口密度29.1人/平方公里（2009年）。ISTAT代码为077015。